# Liste der Senatoren der Vereinigten Staaten aus Massachusetts
Die Liste der Senatoren der Vereinigten Staaten aus Massachusetts führt alle Personen auf, die jemals für diesen Bundesstaat dem US-Senat angehörten, nach den Senatsklassen sortiert. Dabei zeigt eine Klasse, wann dieser Senator wiedergewählt wird. Die Wahlen der Senatoren der class 1 fanden im Jahr 2018 statt, die Senatoren der class 2 wurden zuletzt im November 2020 wiedergewählt.

## Klasse 1

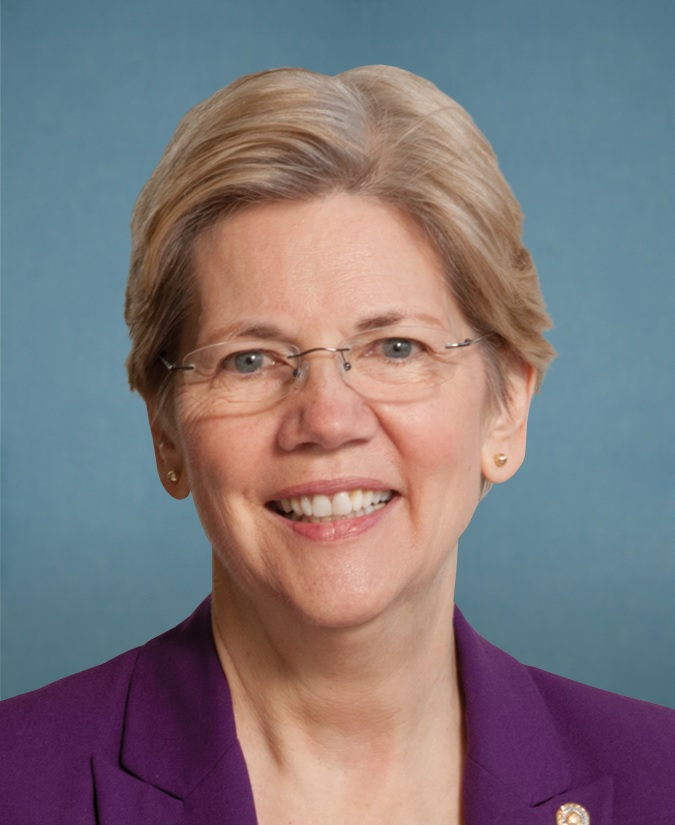
Elizabeth Warren

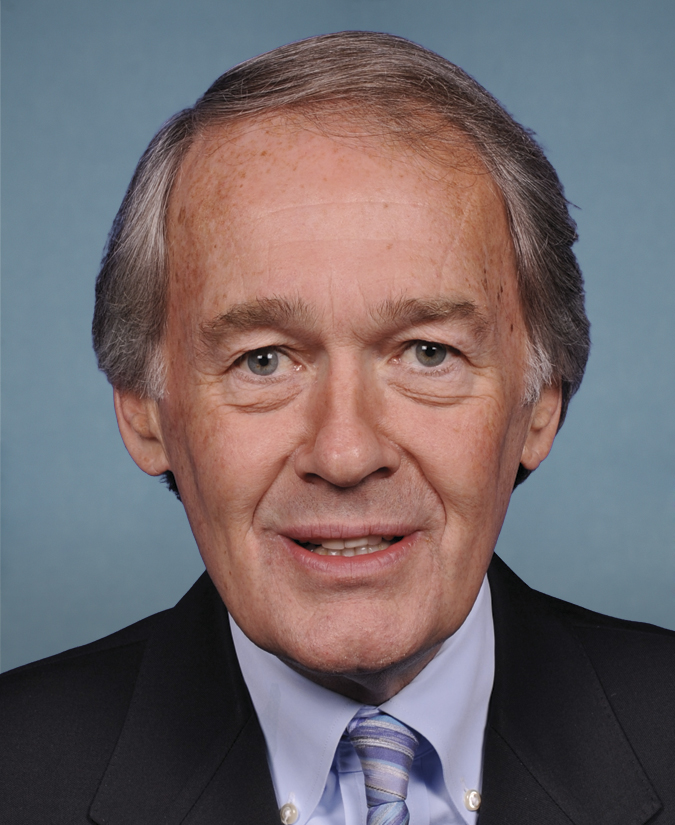
Ed Markey

Massachusetts ist seit dem 26. Februar 1788 US-Bundesstaat und stellte bis heute 27 Senatoren der class 1, von denen einer, Daniel Webster, zwei nicht unmittelbar aufeinander folgende Amtszeiten absolvierte. Massachusetts entsandte erst ab 1789 Senatoren.
| Name                     | Amtszeit  | Partei                         | Lebensdaten                         |
| ------------------------ | --------- | ------------------------------ | ----------------------------------- |
| Tristram Dalton          | 1789–1791 | Föderalist                     | 28. Mai 1738–30. Mai 1817           |
| George Cabot             | 1791–1796 | Föderalist                     | 3. Dezember 1752–18. April 1823     |
| Benjamin Goodhue         | 1796–1800 | Föderalist                     | 20. September 1748–28. Juli 1814    |
| Jonathan Mason           | 1800–1803 | Föderalist                     | 12. September 1756–1. November 1831 |
| John Quincy Adams        | 1803–1808 | Föderalist                     | 11. Juli 1767–23. Februar 1848      |
| James Lloyd              | 1808–1813 | Föderalist                     | Dezember 1769–5. April 1831         |
| Christopher Gore         | 1813–1816 | Föderalist                     | 21. September 1758–1. März 1827     |
| Eli Porter Ashmun        | 1816–1818 | Föderalist                     | 24. Juni 1770–10. Mai 1819          |
| Prentiss Mellen          | 1818–1820 | Föderalist                     | 11. Oktober 1764–31. Dezember 1840  |
| Elijah Hunt Mills        | 1820–1827 | Föderalist                     | 1. Dezember 1776–5. Mai 1829        |
| Daniel Webster           | 1827–1841 | Whig                           | 18. Januar 1782–24. Oktober 1852    |
| Rufus Choate             | 1841–1845 | Whig                           | 1. Oktober 1799–13. Juli 1859       |
| Daniel Webster           | 1845–1850 | Whig                           | 18. Januar 1782–25. Oktober 1852    |
| Robert Charles Winthrop  | 1850–1851 | Whig                           | 12. Mai 1809–16. November 1894      |
| Robert Rantoul           | 1851      | Demokrat                       | 13. August 1805–7. August 1852      |
| Charles Sumner           | 1851–1874 | Free Soil ab 1857 Republikaner | 6. Januar 1811–11. März 1874        |
| William Barrett Washburn | 1874–1875 | Republikaner                   | 31. Januar 1820–5. Oktober 1887     |
| Henry Laurens Dawes      | 1875–1893 | Republikaner                   | 30. Oktober 1816–5. Februar 1903    |
| Henry Cabot Lodge        | 1893–1924 | Republikaner                   | 12. Mai 1850–9. November 1924       |
| William Morgan Butler    | 1924–1926 | Republikaner                   | 29. Januar 1861–29. März 1937       |
| David Ignatius Walsh     | 1926–1947 | Demokrat                       | 11. November 1872–11. Juni 1947     |
| Henry Cabot Lodge Jr.    | 1947–1953 | Republikaner                   | 5. Juli 1902–27. Februar 1985       |
| John Fitzgerald Kennedy  | 1953–1960 | Demokrat                       | 29. Mai 1917–22. November 1963      |
| Benjamin Atwood Smith    | 1960–1962 | Demokrat                       | 16. März 1916–6. September 1991     |
| Edward Moore Kennedy     | 1962–2009 | Demokrat                       | 22. Februar 1932–25. August 2009    |
| Paul Grattan Kirk        | 2009–2010 | Demokrat                       | * 18. Januar 1938                   |
| Scott Philip Brown       | 2010–2013 | Republikaner                   | * 12. September 1959                |
| Elizabeth Warren         | seit 2013 | Demokrat                       | * 22. Juni 1949                     |

## Klasse 2
Massachusetts stellte bis heute 29 Senatoren der class 2, von denen einer, John Davis, zwei nicht unmittelbar aufeinander folgende Amtszeiten absolvierte.
| Name                         | Amtszeit  | Partei                | Lebensdaten                        |
| ---------------------------- | --------- | --------------------- | ---------------------------------- |
| Caleb Strong                 | 1789–1796 | Föderalist            | 9. Januar 1745–7. November 1819    |
| Theodore Sedgwick            | 1796–1799 | Föderalist            | 9. Mai 1746–24. Januar 1813        |
| Samuel Dexter                | 1799–1800 | Föderalist            | 14. Mai 1761–4. Mai 1816           |
| Dwight Foster                | 1800–1803 | Föderalist            | 7. Dezember 1757–29. April 1823    |
| Timothy Pickering            | 1803–1811 | Föderalist            | 17. Juli 1745–29. Januar 1829      |
| Joseph Bradley Varnum        | 1811–1817 | Democratic Republican | 29. Januar 1751–21. September 1821 |
| Harrison Gray Otis           | 1817–1822 | Föderalist            | 8. Oktober 1765–28. Oktober 1848   |
| James Lloyd                  | 1822–1826 | Nationalrepublikaner  | Dezember 1769–5. April 1831        |
| Nathaniel Silsbee            | 1826–1835 | Nationalrepublikaner  | 14. Januar 1773–14. Juli 1850      |
| John Davis                   | 1835–1841 | Whig                  | 13. Januar 1787–19. April 1854     |
| Isaac Chapman Bates          | 1841–1845 | Whig                  | 23. Januar 1779–16. März 1845      |
| John Davis                   | 1845–1853 | Whig                  | 13. Januar 1787–19. April 1854     |
| Edward Everett               | 1853–1854 | Whig                  | 11. April 1794–15. Januar 1865     |
| Julius Rockwell              | 1854–1855 | Whig                  | 26. April 1805–19. Mai 1888        |
| Henry Wilson1                | 1855–1873 | Free Soil Party       | 16. Februar 1812–22. November 1875 |
| George Sewall Boutwell       | 1873–1877 | Republikaner          | 28. Januar 1818–27. Februar 1905   |
| George Frisbie Hoar          | 1877–1904 | Republikaner          | 29. August 1826–30. September 1904 |
| Winthrop Murray Crane        | 1904–1913 | Republikaner          | 23. April 1853–2. Oktober 1920     |
| John Wingate Weeks           | 1913–1919 | Republikaner          | 11. April 1860–12. Juli 1926       |
| David Ignatius Walsh         | 1919–1925 | Demokrat              | 11. November 1872–11. Juni 1947    |
| Frederick Huntington Gillett | 1925–1931 | Republikaner          | 16. Oktober 1851–31. Juli 1935     |
| Marcus Allen Coolidge        | 1931–1937 | Demokrat              | 6. Oktober 1865–23. Januar 1947    |
| Henry Cabot Lodge Jr.        | 1937–1944 | Republikaner          | 5. Juli 1902–27. Februar 1985      |
| Charles Sinclair Weeks       | 1944      | Republikaner          | 15. Juni 1893–7. Februar 1972      |
| Leverett Saltonstall         | 1945–1967 | Republikaner          | 1. September 1892–17. Juni 1979    |
| Edward William Brooke        | 1967–1979 | Republikaner          | 26. Oktober 1919–3. Januar 2015    |
| Paul Efthemios Tsongas       | 1979–1985 | Demokrat              | 14. Februar 1941–18. Januar 1997   |
| John Forbes Kerry            | 1985–2013 | Demokrat              | * 11. Dezember 1943                |
| William Maurice Cowan        | 2013      | Demokrat              | * 4. April 1969                    |
| Edward John Markey           | seit 2013 | Demokrat              | * 11. Juli 1946                    |

1 Wilson war 1855 für die Free Soil Party, von 1855 bis 1857 für die Know-Nothing Party und von 1857 bis 1873 für die Republikanische Partei im Senat.